# إنديا هير
إنديا هير (بالفرنسية: India Hair) هي ممثلة فرنسية، ولدت في 1 يناير 1987 بفرنسا.

## وصلات خارجية
- إنديا هير على موقع IMDb (الإنجليزية)
- إنديا هير على موقع قاعدة بيانات الأفلام العربية
- إنديا هير على موقع ألو سيني (الفرنسية)
- إنديا هير على موقع أول موفي (الإنجليزية)
- إنديا هير على موقع قاعدة بيانات الفيلم (الإنجليزية)
- إنديا هير على موقع كينوبويسك (الروسية)